# Carmen Alba Orduna
Carmen Alba Orduna (Pamplona, 29 de juny de 1967) és una política basca, delegada del Govern espanyol a Navarra entre 2012 i 2018. El seu nomenament va ser fet públic pel Consell de Ministres el 5 de desembre de 2011. El 9 de gener de 2012 va prendre possessió del càrrec en la delegació del govern. Casada i mare de dos fills, és llicenciada en dret per la Universitat de Navarra.
Va ser regidora de l'ajuntament de Pamplona per la Unió del Poble Navarrés (UPN-PP) en dos mandats (1991-1995 i 1998-2003), anys en els quals va exercir de regidora d'Esport i Joventut. Entre 1995 i 1998 va exercir com a advocada, i des de 2003 fins a gener de 2012 –quan va tenir lloc la presa de possessió com a delegada del Govern va realitzar la seva tasca en l'empresa privada. Va substituir el regidor Tomás Caballero a l'ajuntament de Pamplona quan aquest va ser assassinat per ETA el maig de 1998.
Vinculada a la política des d'Alianza Popular, va ser membre del PP des de la seva creació el 1989, on va exercir com a sotssecretària del comitè executiu de Nuevas Generaciones. UPN i PP es van unir fins al 2008, any en el qual es va tornar a crear el Partit Popular a Navarra (PPN). Després de la refundació del PPN en la comunitat foral, va formar part de la comissió constituent i, després del congrés de refundació i en l'actualitat, és membre del comitè executiu.
És filla del coronel d'Infanteria de l'Exèrcit, Antonio Alba Rojas, que va resultar ferit després de sofrir un atemptat d'ETA el març de 1987 a Pamplona. L'atacant el va disparar a l'altura del mentó, i se li va encasquetar la pistola quan es disposava a tornar a disparar-li davant d'una de les seves filles i tres amigues seves.